# 空間行為
空間行為(spatial behavior)意指個人或群體對於周遭環境中有生命或無生命的物體所產生的反應或互動。對於周遭環境的感知會引發某些活動，例如接收訊息的媒介產生自發行為；而這樣的行為則會導致感知改變，例如對於環境產生了新的看法。